# Ixtakuatitla
Ixtakuatitla är en ort i Mexiko.   Den ligger i kommunen Xochiatipan och delstaten Hidalgo, i den sydöstra delen av landet, 180 km nordost om huvudstaden Mexico City. Ixtakuatitla ligger 528 meter över havet och antalet invånare är 194.
Terrängen runt Ixtakuatitla är kuperad, och sluttar norrut. Runt Ixtakuatitla är det ganska tätbefolkat, med 80 invånare per kvadratkilometer. Närmaste större samhälle är Xochiatipan de Castillo, 2,3 km norr om Ixtakuatitla. I omgivningarna runt Ixtakuatitla växer huvudsakligen savannskog.